# Kabinet-Hoffmann III
Het derde kabinet-Hoffmann regeerde van 23 december 1952 tot 17 juli 1954 in de Duitse deelstaat Saarland.
| Ambt                                                                    | persoon                                                                 | partij |
| ----------------------------------------------------------------------- | ----------------------------------------------------------------------- | ------ |
| Minister-President                                                      | Johannes Hoffmann                                                       | CVP    |
| Minister van Binnenlandse Zaken                                         | Edgar Hector                                                            | CVP    |
| Minister van Justitie                                                   | Heinz Braun                                                             | SPS    |
| Minister van Financiën en Bosbouw                                       | Erwin Müller                                                            | CVP    |
| Minister van Religieuze Zaken en Onderwijs                              | Franz Singer († 22 juli 1953) Johannes Hoffmann (vanaf 3 november 1953) | CVP    |
| Minister van Arbeid en Welvaart                                         | Richard Kirn                                                            | SPS    |
| Minister van Economische Zaken, Verkeer, Voedselvoorziening en Landbouw | Franz Ruland                                                            | CVP    |
| Minister van Wederopbouw                                                | Johannes Hoffmann                                                       | CVP    |
| Minister van Buitenlandse Zaken en Europese Zaken                       | Johannes Hoffmann                                                       | CVP    |